# Joke Kleijweg
Joke Kleijweg (Maasland, 29 januari 1962) is een Nederlandse voormalige langeafstandsatlete, die begin jaren negentig van de 20e eeuw het hoogtepunt van haar loopbaan beleefde. In die periode veroverde zij drie nationale titels en kwalificeerde zij zich voor de wereldkampioenschappen in Tokio.

## Biografie

### Eerste eremetaal op NK’s
Het talent voor de langere afstanden van Kleijweg, die lid was van de Haagse atletiekvereniging Sparta, kwam voor het eerst op nationaal niveau tot uiting in 1989. In dit jaar behaalde zij op de Nederlandse veldloopkampioenschappen een derde plaats. Tijdens de Nederlandse baankampioenschappen in Hengelo werd ze op de 10.000 m tweede achter Jolanda Homminga. Later dat najaar veroverde zij wederom zilver op de 15 km bij de Nederlandse kampioenschappen op de weg in Zevenbergen, opnieuw achter Jolanda Homminga.

### Sprong voorwaarts
In 1990 was Kleijweg op de Nederlandse baankampioenschappen in Rotterdam op de 10.000 m de beste. In 34.16,07 wist zij ruimschoots te winnen van Wilma van Onna (tweede in 34.31,66) en Marianne van de Linde (derde in 34.37,46). Dat najaar nam zij deel aan het wereldkampioenschap 15 km op de weg in Dublin, waar zij als beste Nederlandse op een zeventiende plaats finishte in 51.51. Een maand later liep ze in de marathon van Frankfurt vervolgens naar een derde plaats in 2:38.36, een verbetering van haar toenmalige PR met meer dan tien minuten, forser dan ze zelf had verwacht. "Maar het ging dan ook perfect. Ik zat halverwege op 1:19 en dat was precies volgens het plan. Ik wilde daarmee op 2:40 uitkomen, maar het verval waarop ik had gerekend, kwam niet."

### Kwalificeren voor Tokio
In 1991 liet Joke Kleijweg al direct blijken een serieuze poging te willen doen om zich te kwalificeren voor de WK van Tokio dat jaar. De limiet voor deelname aan de marathon was gesteld op 2:35 en die tijd leek, na haar prestatie in Frankfurt, binnen bereik. Begin januari startte ze voortvarend door op de halve marathon van Egmond als tweede te finishen, op tweeënhalve minuut achter de sterke Tsjechische Alena Peterkova. Begin maart werd ze vervolgens vierde bij het NK Veldlopen, een week later gevolgd door een tweede plaats bij de 20 van Alphen, op ruim anderhalve minuut achter winnares Katrin Dörre. Bij de City-Pier-City Loop in Den Haag deed ze weer twee weken later een belangrijke stap richting Tokio: achter winnares Uta Pippig verbeterde Kleijweg haar p.r. op de halve marathon van 1:12.55 tot 1:11.06. "Het was een heel goede wedstrijd voor mij. Ik ben bewust snel weggegaan met het idee: 'maar zien wat erin zit'. Ik kon het hoge tempo echter makkelijk vasthouden en dat geeft veel vertrouwen voor de marathon", aldus een verheugde Kleijweg. Gedoeld werd op de marathon van Rotterdam, een maand later, waar ze wilde proberen aan de Tokio-limiet te voldoen. In die opzet slaagde ze ruimschoots. Haar tijd van 2:34.18 in Rotterdam was vier minuten sneller dan haar PR en 42 seconden binnen de limiet. Bovendien won ze de wedstrijd bij de vrouwen en veroverde ze hiermee dus tevens de Nederlandse titel. Kortom, vier doelen in één klap.

### NK 15 km
Begin juli toonde Kleijweg aan inmiddels goed hersteld te zijn van de zware inspanningen in de Zuid-Hollandse havenstad, want bij de Nederlandse kampioenschappen op de weg in het Westfriese Grootebroek behaalde ze de titel op de 15 km. Een historische, omdat het de laatste keer was dat dit kampioenschap over 15 km werd gehouden. Vanaf 1992 zou de titelstrijd voortaan over de halve marathon worden uitgevochten. Het was overigens tropisch warm daar in West Friesland, maar dat deerde Kleijweg allerminst: "Wat dat betreft kwam het mij wel goed uit dat het hier vandaag zo warm was, want ik verwacht dat het straks in Japan ook wel extreem warm zal zijn", aldus Kleijweg.

### Stressfractuur
Het was niet de warmte, maar een stressfractuur die haar in Tokio dwarszat, waardoor er van deelname aan de marathon op de WK niets terechtkwam. Twee dagen voor de start kondigden de eerste verschijnselen zich aan, de volgende ochtend kon ze al niet eens meer dribbelen. De rechtervoet bleek te veel te hebben geleden onder de zware trainingen. Op krukken kon ze de Nederlandse pers vertellen wat er mis was. "Ik kan nu wel gaan zitten treuren in het hotel, maar daar schiet de rest van de ploeg ook niets mee op", verzuchtte een moedige, maar zeer teleurgestelde Kleijweg.
De voetblessure luidde het begin van het einde in van haar carrière als topatlete, al kon Joke Kleijweg dat in Tokio nog niet vermoeden. Terugkijkend op haar atletiekloopbaan, stelde zij daar begin 2006 echter over: 'Ik heb nog getracht aan de Spelen van Barcelona mee te doen, maar door een onhandige opbouw liep dat mis. Zo rond 1993 kreeg ik, na de geboorte van onze dochter Jonnah, last van een stuiterend been: ik ging voor mijn gevoel niet meer vooruit, maar omhoog, en ik weet tot op de dag van vandaag niet wat dat precies is geweest. Crossen ging nog wel, maar mijn doelen lagen op de weg.'

### Op de fiets
Sinds de geboorte van zoon Lukas, zo’n jaar of twee na haar dochter, heeft Kleijweg geen fatsoenlijke wedstrijd meer gelopen. 'Ondanks mijn plan om weer op topniveau terug te komen – ik ging zelfs op trainingskamp in Kenia – lukte het niet meer. Te druk, te ingewikkeld en te vaak last van blessures. In 1998 ben ik gaan werken en helemaal gestopt met topsport.'
Kleijweg werkt tegenwoordig als projectleider bij de provincie Utrecht. Ze heeft onder meer gewerkt aan het project Op de fiets. 'Ik fiets ook regelmatig vanuit Hilversum naar mijn werk in Uitrecht: twintig kilometer heen en twintig kilometer terug. Ik ben een buitenmens en houd van sporten.'

### Top 10
Joke Kleijweg behoort met al haar prestaties op de weg, geleverd in de periode 1988-1991 (inmiddels 24 tot 27 jaar geleden), met uitzondering van de marathon, nog altijd bij de Beste Tien Aller Tijden van Nederland (peildatum april 2015).
Ze is getrouwd met egyptoloog Huub Pragt, zelf eveneens een voormalige langeafstandsloper.

## Nederlandse kampioenschappen
| Onderdeel | Jaar |
| --------- | ---- |
| 10.000 m  | 1990 |
| 15 km     | 1991 |
| marathon  | 1991 |

## Persoonlijke records
Baan
| Onderdeel | Tijd     | Datum        | Plaats    |
| --------- | -------- | ------------ | --------- |
| 800 m     | 2.08,64  | 20 mei 1990  | Vught     |
| 1500 m    | 4.25,5   | 31 mei 1990  | Leiden    |
| 3000 m    | 9.19,76  | 15 juli 1990 | Rotterdam |
| 5000 m    | 16.18,54 | 20 mei 1991  | Leiden    |
| 10.000 m  | 33.38,18 | 25 juni 1991 | Hengelo   |

Weg
| Onderdeel      | Tijd    | Datum            | Plaats       |
| -------------- | ------- | ---------------- | ------------ |
| 10 km          | 32.26   | 28 augustus 1988 | Utrecht      |
| 15 km          | 50.06   | 22 december 1990 | Rhoon        |
| 20 km          | 1:07.58 | 30 maart 1991    | Leiden       |
| halve marathon | 1:11.06 | 24 maart 1991    | Den Haag     |
| 25 km          | 1:29.54 | 8 mei 1991       | Valenciennes |
| marathon       | 2:34.18 | 21 april 1991    | Rotterdam    |

## Palmares

### 1500 m
- 1987:  NK indoor - 4.33,58

### 3000 m
- 1990: 4e NK - 9.19,76

### 5000 m
- 1985: 6e NK in Helmond - 17.39,3

### 10.000 m
- 1989:  NK, Hengelo – 35.09,02
- 1990:  NK, Rotterdam - 34.16.07

### 10 km
- 1991:  Parelloop - 32.44
- 1994: 4e Parelloop - 34.09

### 15 km
- 1989:  NK - 51.48
- 1989:  Zevenheuvelenloop - 51.26
- 1990: 17e WK, Dublin - 51.51
- 1990:  Zevenheuvelenloop - 52.19
- 1991:  20 van Alphen – 51.32
- 1991:  NK - 52.17
- 1991: 55e WK, Nieuwegein - 52.53
- 1992:  20 van Alphen – 51.01
- 1992: 11e Zevenheuvelenloop - 54.11
- 1994: 11e Zevenheuvelenloop - 53.25
- 1997: 19e Zevenheuvelenloop - 56.31

### 10 Eng. mijl
- 1988:  Dam tot Damloop - 57.35
- 1990: 4e Dam tot Damloop - 56.00
- 1991: 12e Dam tot Damloop - onbekend

### 20 km
- 1991:  Zilveren Molenloop - 1:07.58
- 1994:  Zilveren Molenloop - 1:16.18

### halve marathon
- 1989: 4e halve marathon van Egmond - 1:23.30
- 1989:  Zilveren Kruis Achmea Loop - 1:16.31
- 1989:  Bredase Singelloop - 1:12.55
- 1990:  halve marathon van Egmond - 1:16.20
- 1990:  Bredase Singelloop - 1:13.06
- 1991:  halve marathon van Egmond – 1:17.39
- 1991: 4e City-Pier-City Loop - 1:11.06
- 1992: 9e halve marathon van Egmond - 1:16.56
- 1994: 10e City-Pier-City Loop - 1:15.42
- 1995: 7e halve marathon van Egmond - 1:20.14

### 30 km
- 1991:  Groet Uit Schoorl Run - 1:52.21

### marathon
- 1989:  Westland Marathon - 2:48.53
- 1990:  marathon van Frankfurt – 2:38.36
- 1991:  NK in Rotterdam – 2:34.18 (1e overall)

### veldlopen
- 1985: 11e Warandeloop - 12.36
- 1987: 5e NK (4500 m), Zeeland - 16.25
- 1987: 5e Warandeloop - 11.50
- 1988: 6e NK (4900 m), Landgraaf - 19.12
- 1989: 4e Warandeloop - 14.04
- 1989:  NK (4900 m), Landgraaf - 18.24
- 1991:  Sprintcross (5.800 m), Breda
- 1991: 4e NK (4900 m), Deurne – 17.25
- 1992:  NK (4650 m), Utrecht – 16.28
- 1994: 16e NK (6150 m), Wieringerwerf – 23.42
- 1994: 10e Warandeloop - 17.24
- 1994: 51e EK - 15.38
- 1994: 6e Sylvesterloop - 20.53

### overig
- 1992:  Asselronde (27,5 km) - 1:42.02